# Carlos Ramírez de Dampierre
Carlos Ramírez de Dampierre (Barcelona, 22 de diciembre de 1906 – Madrid, 18 de octubre de 1988) fue un traductor, intérprete, ensayista y poeta español. Filólogo de la Agencia EFE, obtuvo el Premio Nacional de Traducción Fray Luis de León en 1979 por su traducción de "Opúsculos Satíricos y Filosóficos" de Voltaire.

## Biografía
Nació en Barcelona el 22 de diciembre de 1906.

Con 14 años de edad, las circunstancias familiares le obligan a ganarse la vida, interrumpiendo sus estudios en el Colegio del Pilar de Madrid (4.º año de bachillerato) y Justifica el título de Perito Mercantil en un año (con matrícula de honor en inglés y francés). En la academia en que estudia es a la vez profesor de inglés y francés.

En 1925 este título le permite ingresar en la Compañía Transatlántica Española, a los 19 años, en la secretaría particular del Presidente, el Marqués de Comillas. Más tarde es destinado a la Agencia de París, donde atiende a la clientela inglesa y norteamericana de la Compañía. En sus ratos libres perfecciona su inglés en la academia Berlitz y frecuenta círculos ingleses y norteamericanos. Durante su estancia en París se forma intelectualmente, estudiando el francés clásico y moderno, iniciando su labor de traductor de poesía francesa.

En 1935, al cerrarse la Agencia se le encomienda la sección de Pasajes de Barcelona, donde le sorprende el estallido de la Guerra civil española. Terminada ésta es nombrado Jefe de Pasajes, viajando con frecuencia a Inglaterra, Estados Unidos, Cuba, etc.

En 1943 conoce al grupo de la revista Escorial: Dionisio Ridruejo, Luis Rosales, Luis Felipe Vivanco, Leopoldo Vivanco, Pedro Mourlane Michelena, los Panero (Juan y Leopoldo), Rafael Sánchez Mazas, etc. Fue gran colaborador de Luis Rosales, y publicó numerosas traducciones de poesía francesa (Rimbaud, Charles Péguy, Valéry, etc.) así como poemas propios en dicha revista. También publicó traducciones, poesía original, y artículos de crítica literaria en otras revistas de poesía como Finisterre, Proel, Vértice entre otras con grandes elogios de la crítica.

En 1972 deja la Transatlántica para trabajar en Selecciones del Reader's Digest como traductor de francés e inglés, corrector de estilo, etc. Publica en esa editorial muchas traducciones de novelas condensadas, biografías, libros de viajes, etc. Prepara también ediciones de libros importantes: Gran Crónica de la Segunda Guerra Mundial, Primavera y Flor de la Literatura Hispánica, dirigida por Dámaso Alonso y Luis Rosales, Gran Diccionario Enciclopédico (12 tomos),  dirigido por Eduardo Cárdenas y Luis Rosales, etc. Durante algunos años es además asesor literario y traductor de la editorial Sagitario de Barcelona, donde publica varias traducciones de libros importantes en francés e inglés. Entre los que cabe destacar La Mística de la feminidad, de Betty Friedan y El Rechazo del Placer, de Walter Kerr.) También asiste algún tiempo a clases de alto nivel en la Casa Inglesa.

En 1977 Claudio Guillén, director de la colección "Clásicos Alfaguara" le contrata para una traducción de Voltaire "Opúsculos Satíricos y Filosóficos" que le valió ser galardonado en 1979 con el Premio Nacional de Traducción Fray Luis de León]. Por aquel entonces empezó los ensayos de Michel de Montaigne, que interrumpió por la situación precaria de la editorial. También trabajó para Alianza Editorial, con la que publicó su traducción de ‘Nuestra Señora de París’ de Víctor Hugo y la del ‘Tartufo y Don Juan’ de Molière.

Perteneció a la Asociación Profesional Española de Traductores e Intérpretes por la que formó parte del jurado de varios premios de traducción. 

En 1981 entró a trabajar como filólogo en el Departamento de Español Urgente de la Agencia Efe, donde atendía las consultas de los periodistas y revisaba los teletipos para detectar, corregir los defectos del léxico y sintaxis de los distintos servicios de la agencia, así como aconsejar las formas correctas.

Allí colaboró en la redacción del Manual del español urgente, del que se han publicado ya dieciocho ediciones. Hasta el día de su muerte trabajó en la Agencia EFE como filólogo.

Falleció repentinamente el 18 de octubre de 1988, a la edad de 81 años, en Madrid.

Era una persona de natural bondadoso, de alta nobleza y de una cultura y educación exquisitas. Cuantos le han conocido, le han estimado. Entre sus buenos amigos se contaron, Fina de Calderón, Alfonso Moreno, Primitivo de la Quintana, Benjamín Palencia, Luis Rosales, María Foz, Jorge Guillén, Claudio Guillén, Jean Lecoultre y muchos otros.

## Obra
1. Versos del Crucero (Diario poético de un crucero a América). Publicado en el n.º 73 de Cuadernos Hispanoamericanos (enero de 1956) y en separata numerada. Dos de los sonetos de este libro, junto con otro inédito fueron seleccionados para la antología de sonetos de la sección del diario ABC de “1 poesía cada día" (22 de febrero de 1975) con esta presentación "¿Es posible, después de tantos siglos, después de tantos millones de sonetos como se han escrito, conseguir algo nuevo, algo que sea nuevo y distinto? Los tres bellísimos sonetos de Carlos R. de Dampierre -tan clásicos, tan modernos- que hoy reproducimos dan una respuesta a esta pregunta."
2. El Barco Ebrio. Versión libre del poema de Arthur Rimbaud. Apareció en el n.º 30 de la revista Escorial  (abril de 1943) y en separata numerada. El diccionario Bomplanis de literatura menciona esta versión como modélica.
3. Eva. Versión libre del poema de Charles Péguy. Apareció en el n.º 36 de la revista Escorial  (Oct. 1943) y en separata numerada.
4. Esbozo de una serpiente. Versión libre del poema de Paul Valéry. Revista Escorial n.º 48 (1944) y separata numerada.  De este trabajo escribió D. Predro Mourlane Michelena (Vértice, n.º 79, 1945) "Nunca nadie ha traducido a un poeta extranjero, no ya al castellano, sino a lengua alguna, con la exactitud, la profundidad y la gracia con que ha traducido Dampierre el "Esbozo de una Serpiente". En el n.º 48 de Escorial: “…pueden cuantos nos leen recrearse con 310 versos de esa composición, obra maestra dos veces, la primera, para siempre en francés, la segunda en castellano."
5. Ana y Aria de Semíramis.  Versión libre de estos dos poemas de Paul Valéry, publicados en la revista Finisterre, tomo II, fascículo 2 (junio de 1948).  Merecieron grandes elogios de varios críticos.)
6. La Joven Parca. Versión libre del poema de Paul Valéry. Apareció en Cuadernos Hispanoamericanos, n.º 16, julio-agosto, 1950 y en edición limitada de dichos Cuadernos ilustrada con reproducciones de frisos y estatuas del museo de la Aeropis y del museo de Atenas. Gonzalo Torrente Ballester, en el n.º 18 de Cuadernos Hispanoamericanos (Nov./Dic. 1950) escribió) "…mi juicio sobre la versión hecha por Dampierre es absolutamente positivo y laudatorio. Valéry ha tentado a muchos españoles, grandes poetas algunos de ellos. Estimo que la traducción de Dampierre las supera a todas. Ni uno solo de sus versos es inferior al original y algunos, a mi juicio, exceden en belleza. El idioma español, por estar menos hecho que el francés, quiero decir, menos estereotipado, reserva mejores posibilidades expresivas y Dampierre las ha explotado en beneficio de su traducción. Don Marcelino Menéndez y Pelayo escribió alguna vez que El Cortesano, versión de Boscán y la Aminta, versión de Jáuregui, igualan al original. Yo añadiría El Cementerio Marino de Guillén y esta Joven Parca de Dampierre”.
7. El Reino del Silencio. Selección, traducción y prólogo de este poemario de Georges Rodenbach. Aparcólo en el n.º VIII de la colección Adonais. Luis Felipe Vivanco, Ricardo Gullón y otros críticos hicieron grandes elogios de esta versión.
8. Poemas de Paul Valéry.  Con este título Dampierre ha reunido en el volumen XXXVIII de la colección Visor de poesía sus traducciones de Valéry (publicadas e inéditas hasta entonces, con un prólogo en que se estudia la poesía de P. Valéry. El libro fue muy bien acogido por la crítica.
9. Opúsculos satíricos y filosóficos de Voltaire, con abundantes notas y un prefacio del mismo traductor, así como un prólogo del catedrático de Literatura francesa de la Universidad de Barcelona Carlos Pujol.
10. Torrente de páginas de Paul Valéry, que colocó en Vigor de Poesía, n.º 38 en la que recoge sus traducciones, publicadas 6 inéditas hasta entonces de Valéry, con un estudio sobre la poesía de Valéry, por el mismo traductor.
11. Poema sobre el desastre de Lisboa. Voltaire, incluido en los Opúsculos de Clásicos Alfaguara, premiados con el Premio Nacional de Traducción Fray Luis de León, 1979.
12. Muchos tomos publicados en Clásicos Alfaguara, gran número de novelas, biografías, libros de viaje y libros de arte, etc. para la Selección del Reader's Digest, Amigos de la Historia, etc.

## Obra Original
- Versos del crucero. (Poemario de un viaje a América). Cuadernos Hispanoamericanos, n.º 73, (enero de 1956).
- Poesía y crítica literaria en varias revistas (Finisterre, Proel, Vértice, ABC, etc.)

## Obras Inéditas
- Poemarios originales. Toda su obra poética permanece inédita.
- Cuentos, relatos , teatro, novela, etc.
- Ensayos de Michel de Montaigne.
- Traducción de la obra Lorenzaccio de Alfred de Musset.
- Prólogo al Lorenzaccio de Alfred de Musset.
- Contenidos de su Conferencia 'Los Galicismos'.
- Dos novelas cortas: 'Juanecas el Yagüerizo', y otra más, aún sin título.
- Epistolario en español, con cartas de innegable interés, y personajes destacados. Cuenta también con su correspondencia de carácter profesional, incluso de la Universidad de Harvard.
- Epistolario en francés, con correspondencia de hondo significado emocional, tierna, cercana y culta, mantenida a lo largo de su vida.
- Biografía completa de Carlos R. Dampierre.

## Traducciones
- En poesía:

1. El Cid de Pierre Corneille, Cátedra. 1986 (Reeditada en 1995, 1996, 1997, 2002 y 2005).
2. El Barco Ebrio, de Rimbaud. Escorial. N.º 30, Abril de 1943.
3. Eva y La insurrección de la Carne. Charles Péguy, Escorial. N.º 36, Oct. 1943.
4. El Reino del Silencio de Georges Rodenbach, Adonais. t.VIII, 1944.
5. Esbozo de una Serpiente. Paul Valéry, Escorial. N.º 48, 1944.
6. Ana y Aria de Semíramis.  Paul Valéry, Finisterre, t.II, fasc.2, Jun.1948.
7. La Joven Parca. Paul Valéry, Cuadernos Hispanoamericanos. N.º 38, Nov./Dic.1950.

- En prosa:

1. Catalina de Médicis, Capefigue, M., Círculo de Amigos de la Historia, 1978.
2. Crimen y sexo. Pasiones inconfesables, violaciones, perversidad, Duffi, Clinton T. Hirshberg, Al, Sagitario, 1968.
3. De Viajes y Violaciones. Hernández del Pozo, Luis. Trad. Mariano Roldán / Carlos R. de Dampierre. Cardeñoso. 1993.
4. Domingos de Agosto, de Patrick Modiano, Alfaguara. 1989.
5. El rechazo de placer, de Walter Kerr. (traducción y prólogo), Sagitario. 1964.
6. El libro de familia, de Patrick Modiano, Alfaguara. 1967.
7. Exculpación, de Patrick Modiano, Espasa-Calpe. 1988.
8. El Trágico Fin del Imperio Inca. William Hickling Prescott, Círculo de Amigos de la Historia. 1969.
9. Grandes Biografías: Autobiografía de Benvenuto Cellini profeta en el desierto de la vida de Charlotte, Reader's Digest. 1971.
10. La Mística de la feminidad de Betty Friedan, prólogo de Lilí Álvarez, Sagitario. 1963.
11. La Muerte del imperio azteca {ISBN 978-84-2250-031-5} William Hickling Prescott, Círculo de Amigos de la Historia.1973.
12. La Pareja de Suzanne Lilar, prólogo de Lilí Álvarez, Sagitario.1967.
13. Les dames de France, de Angelo Rinaldi, Alfaguara. 1981.
14. Los Bulevares Periféricos, de Patrick Modiano, Alfaguara. 1978.
15. La Ronda de Noche, de Patrick Modiano, Alfaguara. 1979.
16. Nuestra Señora de Paris. Victor Hugo, Clásicos Universales de Alfaguara, (1 volumen de más de 1000 páginas con prólogo de José Luis López Aranguren).
17. Opúsculos satíricos y filosóficos. Voltaire, Alfaguara. 1978 (Premio Nacional de Traducción Fray Luis de León, en lenguas románicas, 1979).
18. Sexo y Astrología. Alexandre Sanders Salcedo, Sagitario, 1970.
19. Tan buenos chicos, de Patrick Modiano, Alfaguara. 1985.
20. Una Juventud, de Patrick Modiano, Alfaguara. 1983.
21. Versalles, {ISBN 978-84-7142-129-1} de Christopher Hibbert. Reader's Digest. 1974.

- Tomos del Reader's Digest con algunas de sus traducciones:

1. Batalla de la borrasca de abril; secuestro; hombres y plantas {ISBN 978-84-7142-120-3} Forrester, Larry / Koehler, L. C. / Rubín, Alfredo / Carlos R. de Dampierre. 1974.
2. Mi vida con Martin Luther King / Coretta Scott King, traducción de Rafael de los Ríos ; El carnaval / F. García Pavón, ilustraciones de José Montalbán ; Bonaparte en Egipto / Jacques Benoist-Méchin, traducción de Eduardo Meruéndano ; Bertrande de Rols / Janet Lewis, traducción de Carlos R. de Dampierre, ilustraciones de Anny Claude Martin ; El poney colorado / John Steinbeck, traducción de Salustiano Masó, ilustraciones de Fred Otnes. 1970.
3. Meridiano 34 Este / La Pistola de Burbujas / Coorinna, La Historia de un Lobo Marsupial / La Granja de la Montaña. Coppel, Alfred / Gallico, Paul / Wilson, Erle / Raymond, Ernest. Trads. de L. C. Koehler, Cristina López-Escobar, Carlos R. de Dampierre y José Mª Díaz-Castro. 1975.
4. El Tren Bala / La Conquista de una Vida / El Camino de las Soledades. Rance, J. y Kato, Arei / Poole, Victoria / Anna Rey, Raymonde. Trads. de Alfredo Campillo, Alfredo Martínez y Carlos R. de Dampierre. 1981.
5. El Pequeño John Willie / Los Cambistas / ¿Dónde están los Niños? / La Mujer Desnuda. Trads. Anne Leorux / E. Meruéndano / J. Mª Díaz-Castro / Carlos R. de Dampierre. 1976.
6. La Vida a Salvo / Una Mujer Intrépida / Torre de Control. Barrault, Jean Michel / Phyllips Lose, M. / Davis, Robert P. Trads. Carlos R. de Dampierre, Alfredo Campillo, José María Mur. 1981.
7. Maigret y el cadáver sin cabeza / Casino Royale / Los monjes del mar / Un ataúd para Dimitrios. Georges Simenon / Ian Fleming / Andrew Garve / Eric Ambler. Trads. de Carlos R. de Dampierre. Eduardo Meruéndano. Lázaro Minué. Eduardo Meruéndano. 1974.
8. Pelham Uno, Dos, Tres, Secuestrado / Operación Sippacik / La Maldición de los Faraones / La Balsa {ISBN 978-84-7142-126-5} John Godey / Rumer Godden / Victoria Holt / Vital Alsar. Trads. de A. Rumschisky, Carlos R. de Dampierre, María Díaz-Castro y L. C. Koehler. 1974.
9. El Gran Robo del Tren / Un Hombre contra un Crucero / La Canción de Bernadette / Hacia la Tierra. Crichton, Michael / foretser, C. S. / Franz Werfel / Herzog, Arthur. Trads. L. C. Koelher, Carlos R. de Dampierre y Lázaro Minué. 1961.
10. Un Hombre, Una Mujer, Un Hijo / La Recalada / La Cuna Vacía. Erich Segal. Trads. Carlos R. de Dampierre, Alfredo Campillo. - ilustrs. de Mitchell Hooks, Janet Mare, David Blossom.

## Algunos juicios de la crítica
- Ramón Menéndez Pidal hizo grandes elogios de su Traducción de El Cid de Corneille.

- El crítico teatral Cristóbal de Castro la propuso al comité de lectura del teatro Español, que la aprobó aunque por varias circunstancias no se llegó a representar.

- Pedro Mourlane Michelena, escribió de la traducción de ‘Esbozo de una Serpiente’, entre otras crónicas, en Vértice (n.º 79, 1945) “…nunca nadie ha traducido a un poeta extranjero, no ya al castellano, sino a lengua alguna, con la exactitud, la profundidad y la gracia con que ha traducido Dampierre el ‘Esbozo de una Serpiente’…obra maestra dos veces, la primera, para siempre en francés, la segunda en castellano.”

- Gonzalo Torrente Ballester (Cuadernos Hispanoamericanos, n.º 11, Nov. Dic. 1990) dijo "...mi Juicio sobre la versión de Dampierre es absolutamente positivo y laudatorio (…) Ni uno solo de sus versos es inferior al original y algunos, a mi juicio, exceden en belleza (...) Marcelino Menéndez y Pelayo escribió alguna vez que El Cortesano, versión de Boscán y la Aminta, versión de Jáuregui, igualan al original. Yo añadiría En Cementerio Marino de Guillén y esta Joven Parca de Dampierre”.

## Premios
- Premio Nacional de Traducción Fray Luis de León en 1979.

| Predecesor: Esther Benítez Eiroa | Premio de Traducción Fray Luis de León 1979 | Sucesor: Félix Fernández Murga |